# Limnophila diploneura
Limnophila diploneura är en tvåvingeart som beskrevs av Alexander 1956. Limnophila diploneura ingår i släktet Limnophila och familjen småharkrankar.
Artens utbredningsområde är Uganda. Inga underarter finns listade i Catalogue of Life.